# Cavallino Matto
Koordinaten: 43° 10′ 53″ N, 10° 32′ 55″ O
Cavallino Matto (italienisch für „Verrücktes Pferdchen“) ist ein Freizeitpark bei Marina di Castagneto Carducci in der Provinz Livorno in der italienischen Region Toskana. Er erstreckt sich über eine Fläche von 60.000 Quadratmetern und ist in einem Kiefernwald nahe der Küste gelegen. Seit Februar 2006 ist der Park im Besitz der Familie Manfredi.

## Geschichte
1967 wurde der Park als Parco Gulliver mit freiem Eintritt eröffnet. Es gab nur wenige Fahrgeschäfte, einen Minigolfplatz und Ponyreiten.
Im Jahr 2001 wurde der Park zunächst in Magirè, 2006 in Magix (heute der Name des Parkmaskottchens) umbenannt.
Nach Umgestaltung und Ausbau mit mehr Fahrgeschäften in der Wintersaison 2006/2007 trägt der Park den Namen Cavallino Matto. In der Saison 2007, die als Magic 2007 bezeichnet wurde, konnte man 40 % mehr Besucher verzeichnen.

## Attraktionen

### Achterbahnen
| Name            | Typ                              | Hersteller     | Eröffnungsjahr | Bemerkungen | Weblinks |
| --------------- | -------------------------------- | -------------- | -------------- | --- | -------- |
| Freestyle       | Stand-Up Coaster                 | Togo           | 2015           | Wurde ursprünglich 1985 als SkyRider in Canada’s Wonderland eröffnet und fuhr dort bis 2014. Sie war nach Shockwave im Drayton Manor Park die zweite Stand-Up-Achterbahn Europas und ist zurzeit (Stand Dezember 2023) die einzige existierende Stand-Up-Achterbahn Europas. |          |
| Jurassic River  | Wasserachterbahn                 | Technical Park | 2018           | |          |
| Project 1       | Stahlachterbahn ohne Inversionen | L&T Systems    | 2006 oder 2007 | |          |
| Speedy Gonzales | Familienachterbahn               | L&T Systems    | 2003           | |          |
| Topo Zorro      | Big Apple, Familienachterbahn    | S.D.C.         | 2007           | Wurde ursprünglich zwischen 1989 und 1992 als Speedy Gonzales in Greenland (Limbiate) eröffnet und fuhr dort bis 2006 oder 2007. |          |
| Wild Mine       | Wilde Maus                       | L&T Systems    | 1997           | Früherer Name der Bahn war Fantasy Mouse. |          |

#### Ehemalige Achterbahnen
| Name           | Typ                                 | Hersteller | Eröffnungsjahr | Schließungsjahr  | Bemerkungen                                           | Weblinks |
| -------------- | ----------------------------------- | ---------- | -------------- | ---------------- | ----------------------------------------------------- | -------- |
| Gioco Farfalla | Shuttle Coaster, Familienachterbahn | Sunkid     | 1991           | 2007 oder früher | Befindet sich seit 2010 als Butterfly in Fantasiland. |          |

### Sonstige (Auswahl)
- Baia dei Bucanieri, Splash Battle
- Colorado Boats, Wildwasserbahn
- Yukatan, Frisbee
- Nave Pirata, Schiffschaukel
- Pazzo West, Pferdereitbahn
- Pista Quad, Quad Rennpiste
- Shocking Tower, Vertikalfahrt
- Skyglider, Flug-Karussell

Weiterhin gibt es diverse Kinderkarussells und Spielplätze, es werden verschiedene Shows angeboten.
Der Park bietet Restaurants und Imbisse sowie Möglichkeiten zum Picnic.